# Онасья, Эмине Семие
Эмине Семие Онасья (также была известна как Эмине Семие и Эмине Вахиде, 28 марта 1866, Константинополь — 1944, Стамбул) — турецкая писательница и одна из первых феминисток.

## Биография
Родилась 28 марта 1866 года в Константинополе. Была второй дочерью Ахмеда Джевдет-паши и сестрой писательницы Алийе Фатмы. Матерью Эмине Семие была Адвие Рабиа-ханым. Эмине Семие в течение семи лет изучала психологию и социологию во Франции и Швейцарии. Она была одной первых женщин-мусульманок Османской империи, получивших образование в Европе.
С 1882 года Эмине Семие преподавала турецкий язык и литературу в Стамбуле и других городах. Работала инспектором в школе для девочек и младшей медсестрой в госпитале Шишли Эфтал. Писала статьи об образовании и политике, которые были опубликованы в газетах «Mütalaa» и «Hanımlara Mahsus Gazete». Также написала в 1893 году учебник по математике «Hulasa-i Ilm-i Hesap». Наиболее известные произведения Эмине Семие — это рассказы «Sefalet» (Бедность) и «Gayya Kuyusu» (Адская яма) .
Вместе со своей сестрой Алийе Фатмой Эмине считается одной из наиболее значительных деятельниц в движении за права женщин в Османской империи. Она принимала участие в создании нескольких благотворительных организаций, целью которых была помощь женщинам. Также Эмине боролась за расширение прав женщин. Она входила в партию «Единение и прогресс», а также в Османскую демократическую партию. В 1920 Эмине Семие вошла в состав правления Ассоциации турецкой прессы.

### Личная жизнь
Долгое время жила в Париже. Дважды была замужем. Её первого мужа звали Мустафа-бей, второго Решит-паша. Оба брака окончились разводом. У Эмине был сын Джевдет Лагаш. Эмине Семие умерла в 1944 году в Стамбуле.